# Debates na eleição presidencial nos Estados Unidos em 2012
A Comissão Bipartidária de Debates Presidenciais (CPD) realizou quatro debates para a Eleição presidencial nos Estados Unidos em 2012, programada para vários locais nos Estados Unidos em outubro de 2012 - três deles envolvendo os principais candidatos presidenciais (mais tarde determinado a ser o presidente democrata Barack Obama De Illinois e ex-governador republicano Mitt Romney de Massachusetts), e um envolvendo os candidatos vice-presidenciais (vice-presidente Joe Biden de Delaware e Representante Paul Ryan de Wisconsin).
O CPD estipula três critérios de elegibilidade: constitucionalmente elegíveis, aparência em votações suficientes para atingir 270 votos eleitorais e uma média de pelo menos 15% em cinco eleições nacionais selecionadas. Quatro candidatos obtiveram os dois primeiros critérios: o candidato democrata Barack Obama, a candidata green Jill Stein, o candidato libertariano Gary Johnson e o candidato republicano Mitt Romney. Apenas Obama e Romney também satisfazem o terceiro critério de média de 15% em cinco eleições nacionais selecionadas e, portanto, são os dois únicos a aparecer nos debates CPD de 2012.